# ماهادیترا
ماهادیترا (به لاتین: Mahaditra) یک منطقهٔ مسکونی در ماداگاسکار است که در ووهیباتو واقع شده‌است. ماهادیترا ۲۰٬۰۶۸ نفر جمعیت دارد و ۱٬۲۲۴ متر بالاتر از سطح دریا واقع شده‌است.